# Inspektorsbostaden, Drottningholm

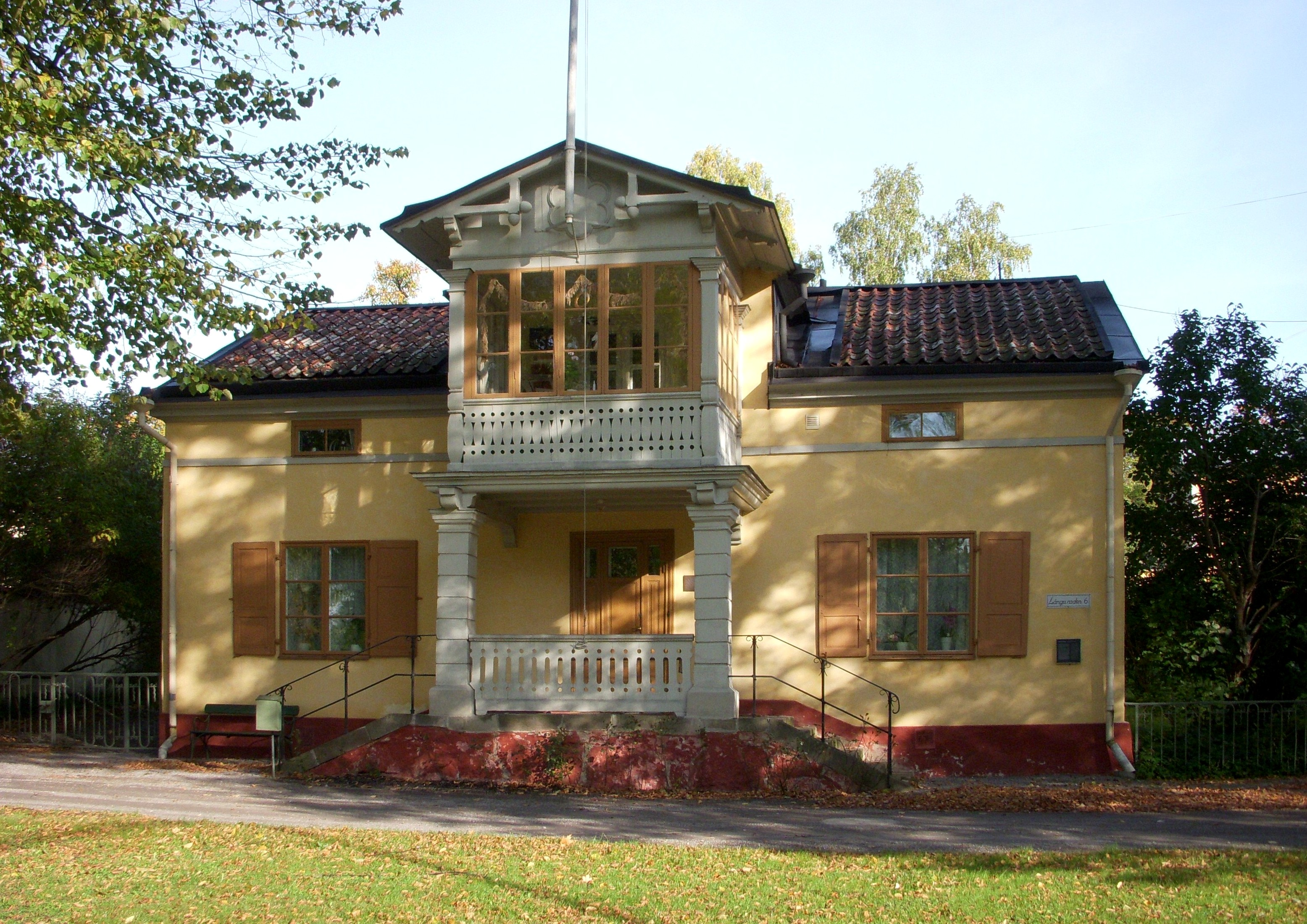
Inspektorsbostaden, oktober 2011.

Inspektorsbostaden är en byggnad vid Långa raden 6 på Drottningholmsmalmen, Ekerö kommun. Huset beboddes efter 1829 av slottets materialbokhållare, därav namnet. Byggnaden ägs och förvaltas av Statens fastighetsverk. Det är sedan 1935 ett byggnadsminne och ingår i Drottningholms världsarv.

## Historik

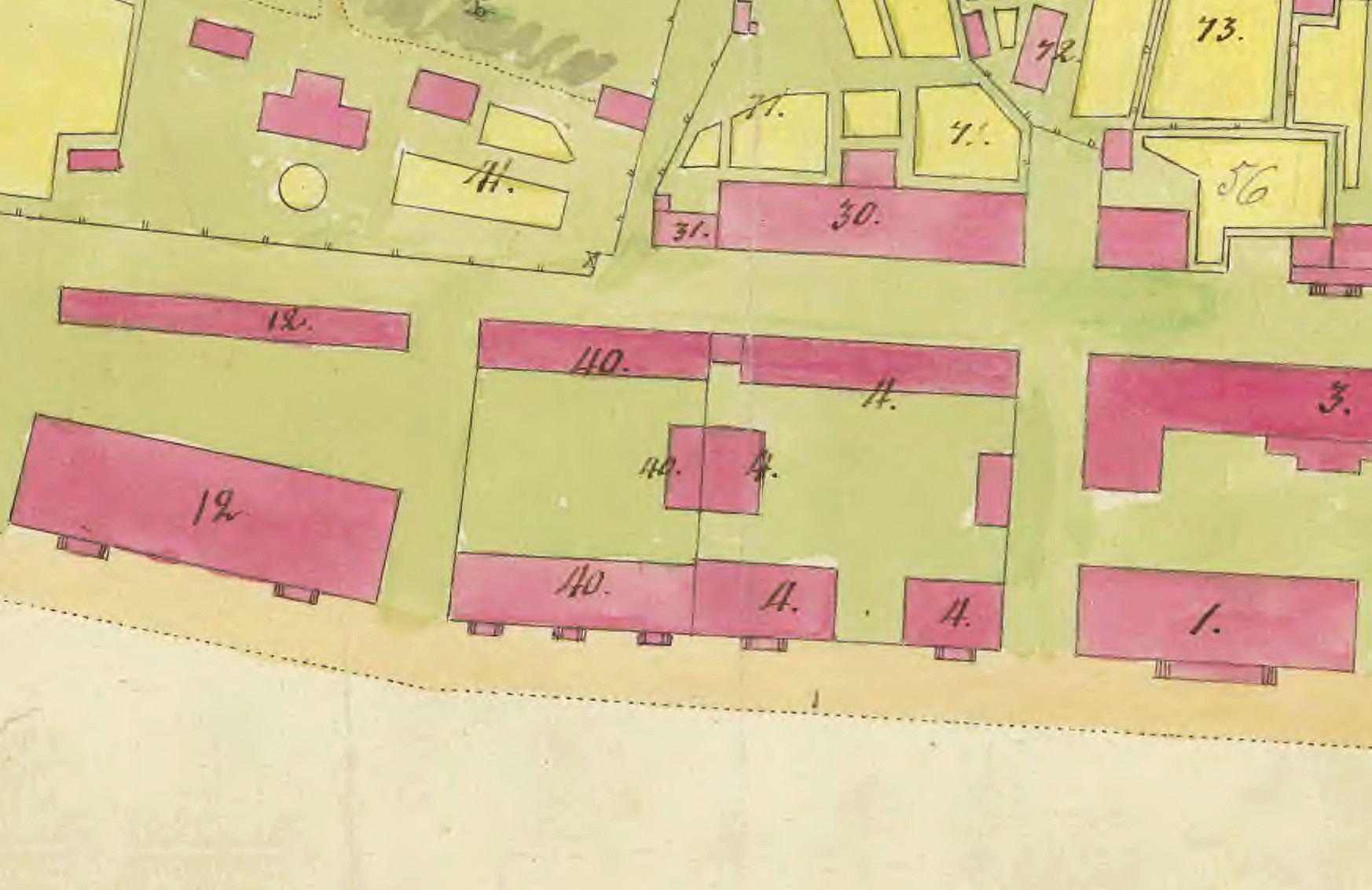
Anton Ulrik Berndes karta från 1815.
Nr 4 (höger): byggmästarens boställe.

Huset uppfördes troligen mellan 1785 och 1787 som bostad för slottsträdgårdsmästaren Johan Daniel Happée från Hessen. Han var verksam på Drottningholm 1770-1815. År 1817 upprättades ett förslag om påbyggnad av huset med en våning, ritad av arkitekt Gustaf af Sillén. Huset är en  timmerbyggnad med korsvirke vid takfoten på gråstensgrund. Fasaden är putsad och avfärgad i gult med snickerier i ockra och rödputsad sockel. Fram till hösten 1995 var putsen vit, snickerierna gröna och sockeln svart. 
Från 1815 och fram till 1835 kallades huset "byggmästarens boställe" (nr 4) efter slottsbyggmästaren Herman Edberg. Till hans boställe hörde även en uthuslänga mot dagens Dragonvägen. Enligt Anton Ulrik Berndes karta från 1815 fanns ursprungligen två byggnader mot Långa raden, varav den högra (östra) är bevarad och den västra var husgerådskammare och är riven. Grannen till vänster var snickaren S. Molins bostad (nr 40), som idag kallas Minerva.
Efter 1835 hette huset "Inspektorsbyggnaden" eftersom slottets materialbokhållare var boende. Det är oklart när verandan med det övre inglasade altanen tillkom, troligen runt sekelskiftet 1900. Omkring 1911 revs samtliga uthus utom brygghuset och vedbod/dass och en mindre trädgårdsdrängsbyggnad, som antagligen är äldre än huset mot gatan. Byggnaderna är idag uthyrda som bostäder med tillhörande förråd.